# Караїмська вулиця (Тракай)
Караї́мська ву́лиця (лит. Karaimu) ― одна з вулиць міста Тракай (Литва), на якій мешкають караїми — нащадки тих, хто переселився до Литви понад 600 років тому, щоб служити в охороні Великого литовського князя Вітовта. У 14 столітті після Кримського походу князя Вітовта 383 родини караїмів осіли у Тракаї.
З однієї сторони від вулиці Караїму знаходиться озеро Гальве з Острівним замком, а з другої — озеро Тоторішкес.
На Караїмській вулиці будинки мають традиційне караїмське планування — в них тільки три вікна виходять на вулицю: одне — для Бога, одне — для Вітовта і одне — для себе.
На вулиці знаходяться:
- Караїмська кенаса (Караїмська, 30);
- Етнографічний музей караїмів ім. С. Шапшала (заснований у 1938 році, експозиція музею налічує понад 300 об'єктів) (Караїмска, 22);
- караїмська школа (мідраше), розташована поряд с кенасою;
- будинок громади караїмів (Караїмска, 13).

В деяких будинках працюють кав'ярні з традиційною караїмською їжею та сувенірні крамниці.